# QuickBASIC
Microsoft QuickBASIC (ou QB ou incorretamente "QBasic", que é outro sistema), acrónimo de Quick Beginner's All-purpose Symbolic Instruction Code, é um IDE (Integrated Development Environment) e compilador para a linguagem de programação BASIC, desenvolvida pela Microsoft. QuickBASIC corre em DOS, embora tenha existido uma versão para Mac OS. Baseado no GW-BASIC, adiciona tipos definidos pelo utilizador, estrutura de programação melhorada, melhor gráficos, suporte para disco e um compilador em vez de um interpretador. A Microsoft assinalou o QuickBASIC como o nível introdutório para os seus sistemas de desenvolvimento profissionais em BASIC.

## História
A Microsoft lançou a primeira versão do QuickBASIC a 18 de agosto de 1985 numa única disquete de 5.25" de 360KB. A versão 2.0 e posteriores tinham um IDE, permitindo ao utilizador editar diretamente no editor de texto.
Embora ainda suportado no QuickBASIC, a numeração das linhas tornou-se opcional. Eram permitidos saltos no código visando nomes colocados no programa, designados de labels (etiquetas). Versões posteriores também adicionavam controlo de estruturas, tais como múltiplas linhas de expressões condicionais e ciclos de blocos de código.
Foi incluído o PC BASIC Compiler da Microsoft para compilar os programas em executáveis para DOS. A partir da versão 4.0, o editor incluía um interpretador que permitia ao programador executar o programa sem a necessidade de sair do editor. Infelizmente, existiam diferenças subtis entre o interpretador e o compilador, pelo que por vezes um programa executava corretamente no interpretador e falhava após a compilação, ou simplesmente não compilava.[carece de fontes?]
A última versão do QuickBASIC foi a versão 4.5 (1988), embora o desenvolvimento do PDS (Microsoft BASIC Professional Development System) continuou até à versão 7.1 (outubro de 1990). Ao mesmo tempo, o pacote do QuickBASIC era silenciosamente alterado para que as disquetes usassem a mesma compressão utilizada para o BASIC PDS 7.1. O IDE da versão Basic PDS 7.x era chamado de QuickBASIC Extended (QBX) e executava somente no DOS, ao contrário do resto do Basic PDS 7.x, que também executava no OS/2. O sucessor do QuickBASIC e Basic PDS foi o Visual Basic para MS-DOS 1.0, vendidos em versões Standard e Professional. Versões posteriores do Visual Basic deixaram de incluir versões para DOS, com a Microsoft a concentrar-se nas aplicações para Windows.
Um pequeno subconjunto do QuickBASIC 4.5, nomeado QBasic, era incluído com o MS-DOS 5 e versões seguintes, substituindo o GW-BASIC das versões anteriores do MS-DOS. Comparativamente ao QuickBASIC, o QBasic ficava limitado ao interpretador, limitado no tamanho dos programas, e faltavam igualmente alguns conjuntos de funções. Pela falta do compilador não poderia ser utilizado para produzir executáveis, embora o código fonte do programa podia ser compilado pelos compiladores do QuickBASIC 4.5, PDS 7.x ou VBDOS 1.0 se disponíveis.
O QuickBASIC 1.00 para o sistema operativo Apple Macintosh surgiu em 1988. Era oficialmente suportado por máquinas com o System 6 com mais de 1 MB de RAM. Também podia ser executado no System 7, desde que o endereçamento de 32 bits fosse desativado, mas tal não era possível em máquinas da Macintosh baseadas no Motorola 68040.

## Atualidade
Hoje em dia, alguns programadores utilizam emuladores do DOS, tais como DOSBox, para executarem o QuickBASIC no Linux e em computadores modernos que já não suportam o compilador.
Recentemente, um conjunto de rotinas TCP/IP para QuickBASIC 4.x e 7.1 despertou novo interesse no software. Particularmente na comunidade dos saudosos dos computadores antigos, que têm conseguido escrever software para velhos computadores que correm em DOS, permitindo que essas máquinas tenham acesso a outros computadores através de LAN ou à internet. Isso tem permitido que sistemas tão antigos como 8088 tenham novas funções, tais como servidores Web ou utilização do IRC.
O QuickBASIC 4.5 ainda está disponível para os subscritores MSDN.

## Sucessores
O Visual Basic da Microsoft foi o sucessor do QuickBASIC. Outros compiladores, como o PowerBASIC e FreeBASIC, têm variados graus de compatibilidade. QB64 é um compilador QuickBASIC multiplataforma.